# Elk Creek (California)
Elk Creek es un lugar designado por el censo ubicado en el condado de Glenn en el estado estadounidense de California. En el año 2010 tenía una población de 163 habitantes.

## Geografía
Elk Creek se encuentra ubicado en las coordenadas 39°36′16″N 122°32′18″O / 39.60444, -122.53833.